# Heterographa tumulorum
Heterographa tumulorum är en fjärilsart som beskrevs av Charles Boursin 1936. Heterographa tumulorum ingår i släktet Heterographa och familjen nattflyn. Inga underarter finns listade i Catalogue of Life.